# Люблянское барье
Любля́нское барье (словен. Ljubljansko barje) — болотный массив в центральной Словении, к югу от города Любляны.
Площадь составляет 163 км², или 0,8 % от территории Словении, крупнейший в стране. Расположено на территории семи общин, включая городскую общину Любляна. Покрыто густой речной сетью: Любляницей и её многочисленными притокам. Отличается биоразнообразием. Леса в основном состоят из ольхи, дуба, сосны и берёзы. В 2008 году 135 км² барья отнесена к охраняемым территориям со статусом ландшафтного парка.
До второй половины XIX века местность носила название «Люблянские болота», пока словенский писатель Фран Левстик не ввёл новое название «Люблянское барье», которое применялось жителями села Иг (от borje — сосновый лес посреди болота).
Человек населял эту болотистую местность на протяжении тысячелетий.
В 2002 году в барье примерно в 20 км к югу от Любляны было обнаружено самое старое деревянное колесо в мире (диаметром 72 см), возраст которого превышает пять тысяч лет. Остатки доисторических жилищ, построенных на сваях (словен. Prazgodovinska kolišča okoli Alp) в 5—1 тысячелетиях до н. э., в 2011 году внесены в список Всемирного наследия ЮНЕСКО. Близ деревни Синья Горица подводные археологи нашли тисовый наконечник деревянного копья возрастом 38—45 тыс. лет, схожий с каменными наконечниками позднепалеолитической селетской культуры.